# Жан-Віктор Шнетц

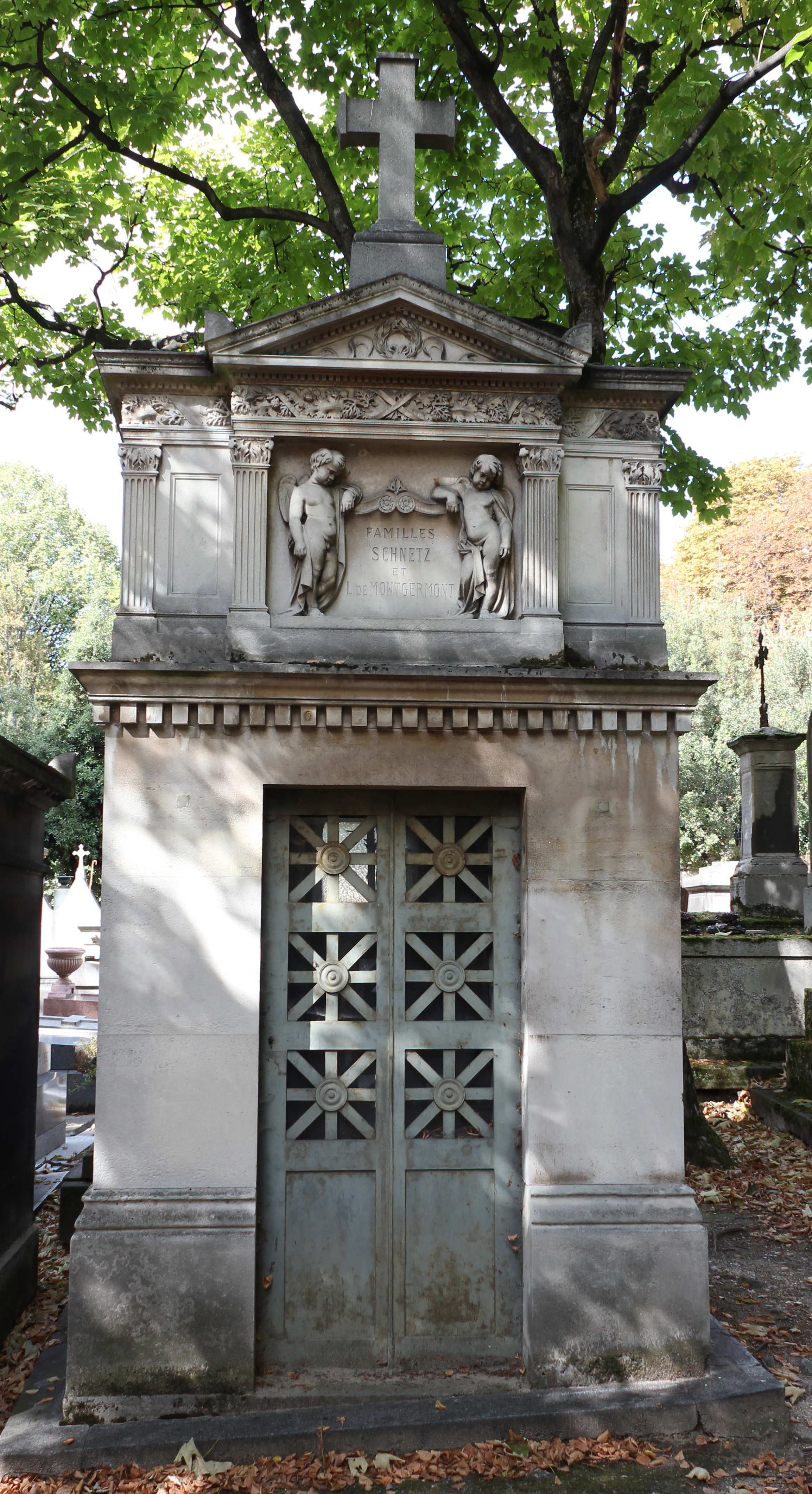
Могила на кладовищі Пер-Лашез.

Жан-Віктор Шнетц (фр. Jean-Victor Schnetz; 14 квітня 1787 — 15 березня 1870) — французький художник і графік академічного напрямку. Лавреат Римської премії.

## Біографія
Вчився живопису в Парижі, в майстерні Жака-Луї Давіда, а також у Антуана-Жана Гро і Франсуа Жерара. Вперше представив свої роботи в 1808 році. В 1837 році був прийнятий у Французьку академію образотворчих мистецтв. В 1841 році він, як наступник Жана-Огюста-Домініка Енгра, був обраний директором французької галереї мистецтв в Римі. Він займав цю посаду до 1846 року, а згодом повторно — з 1853 по 1866 рік. Він помер в 1870 році. Похований на кладовищі Пер-Лашез.

## Творчість
Картини авторства Жана-Віктора Шнетца можна побачитив паризьких зібраннях Лувра, в музеї Малого палацу і музеї д'Орсе, а також в інших світових музеях, таких як Ермітаж чи музеї витонченного мистецтва Сан-Франциско.

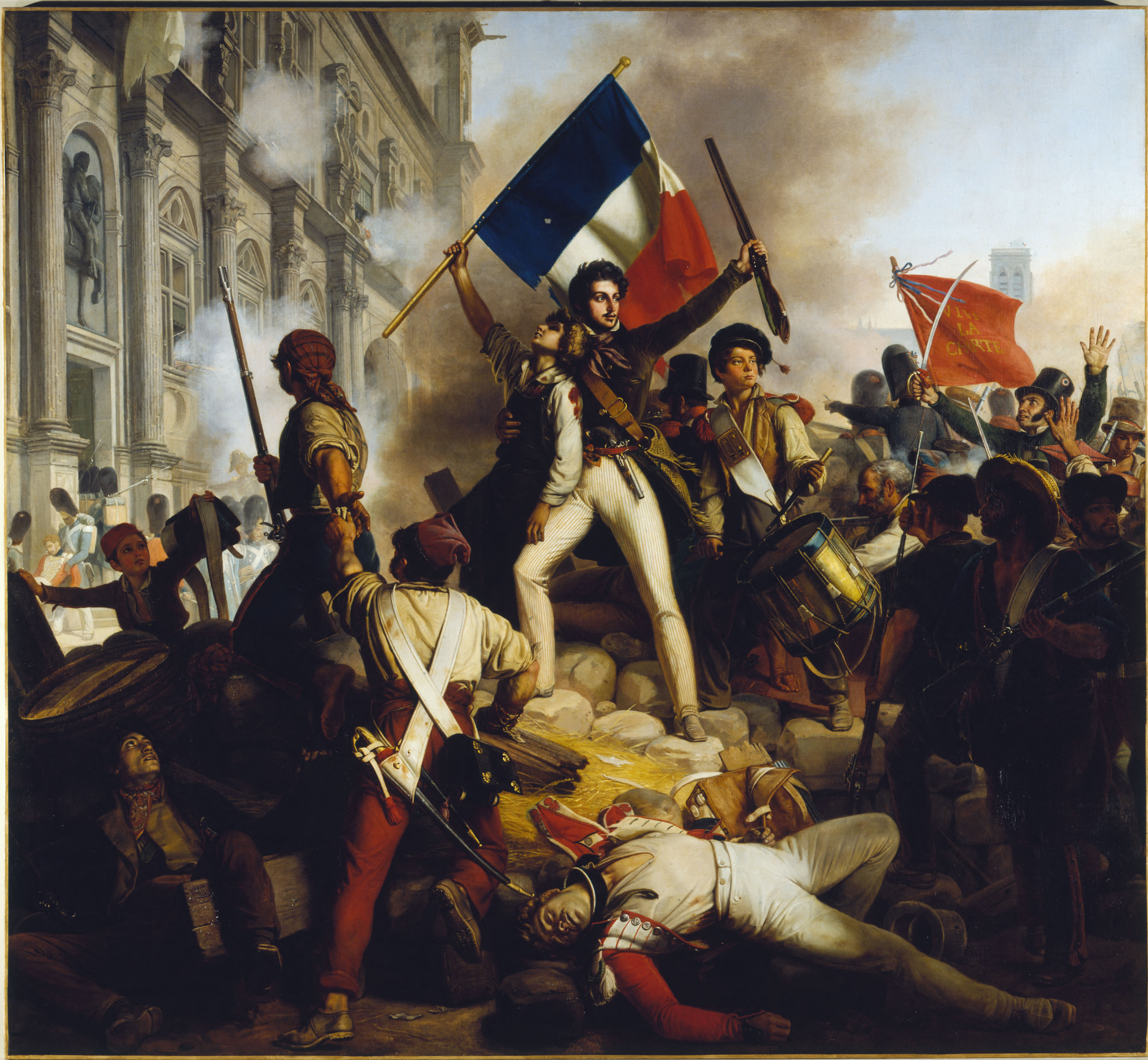
Битва перд паризькою ратушею 28 липня 1830 року (Свобода на барикадах), музей Малого палацу, Париж.
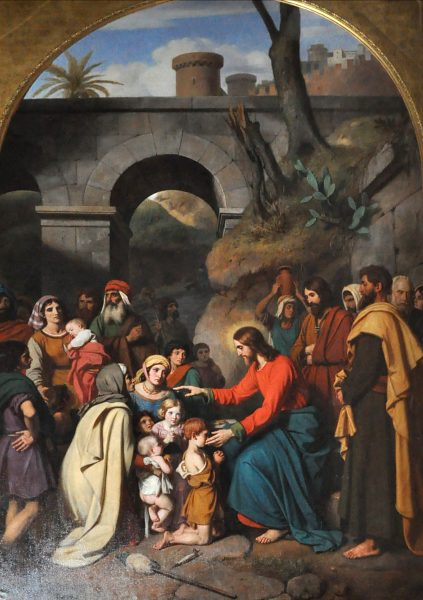
Христос і діти церква св. Роха, Париж.
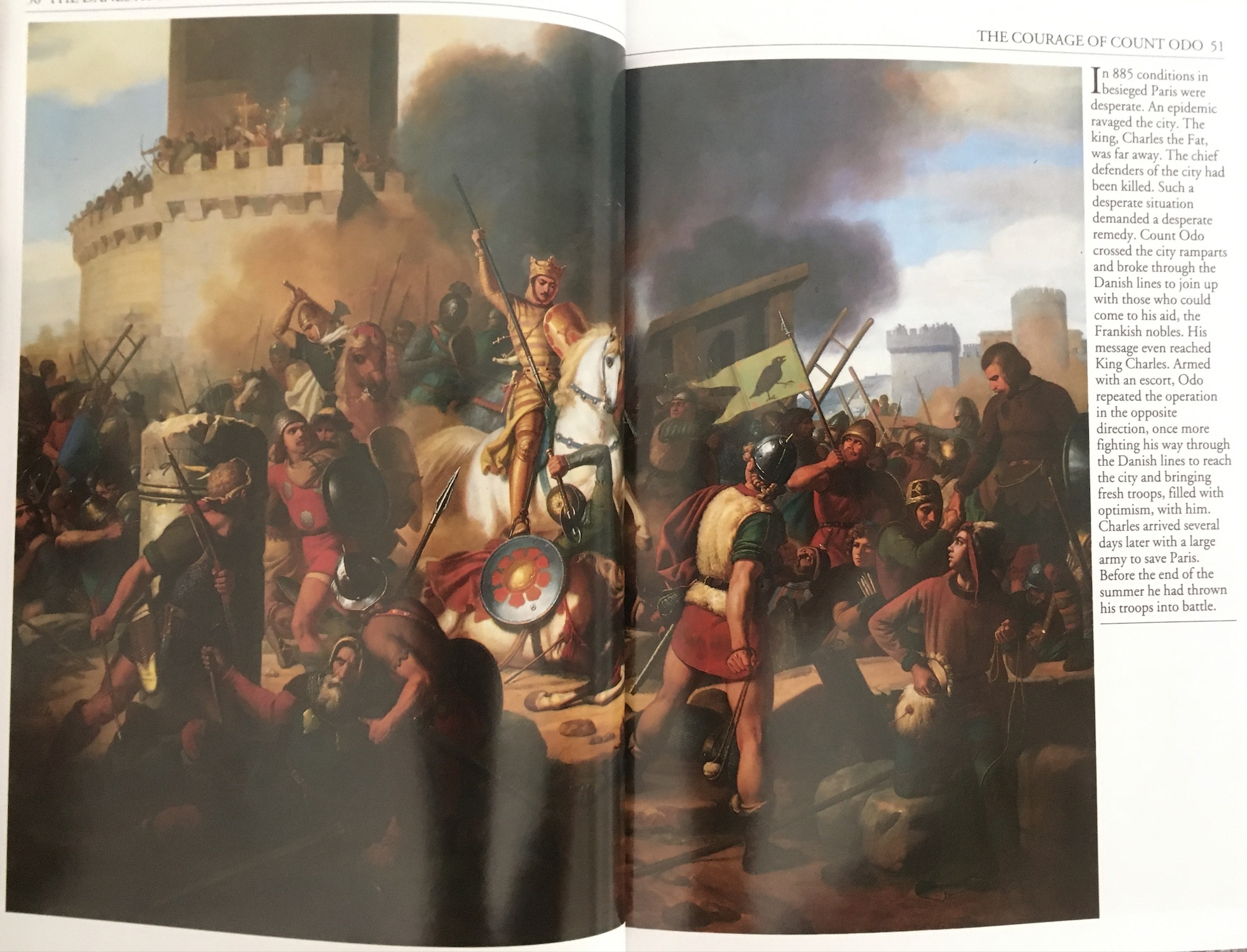
Граф Одо у битві з датчанами під стінами Парижу (1837).
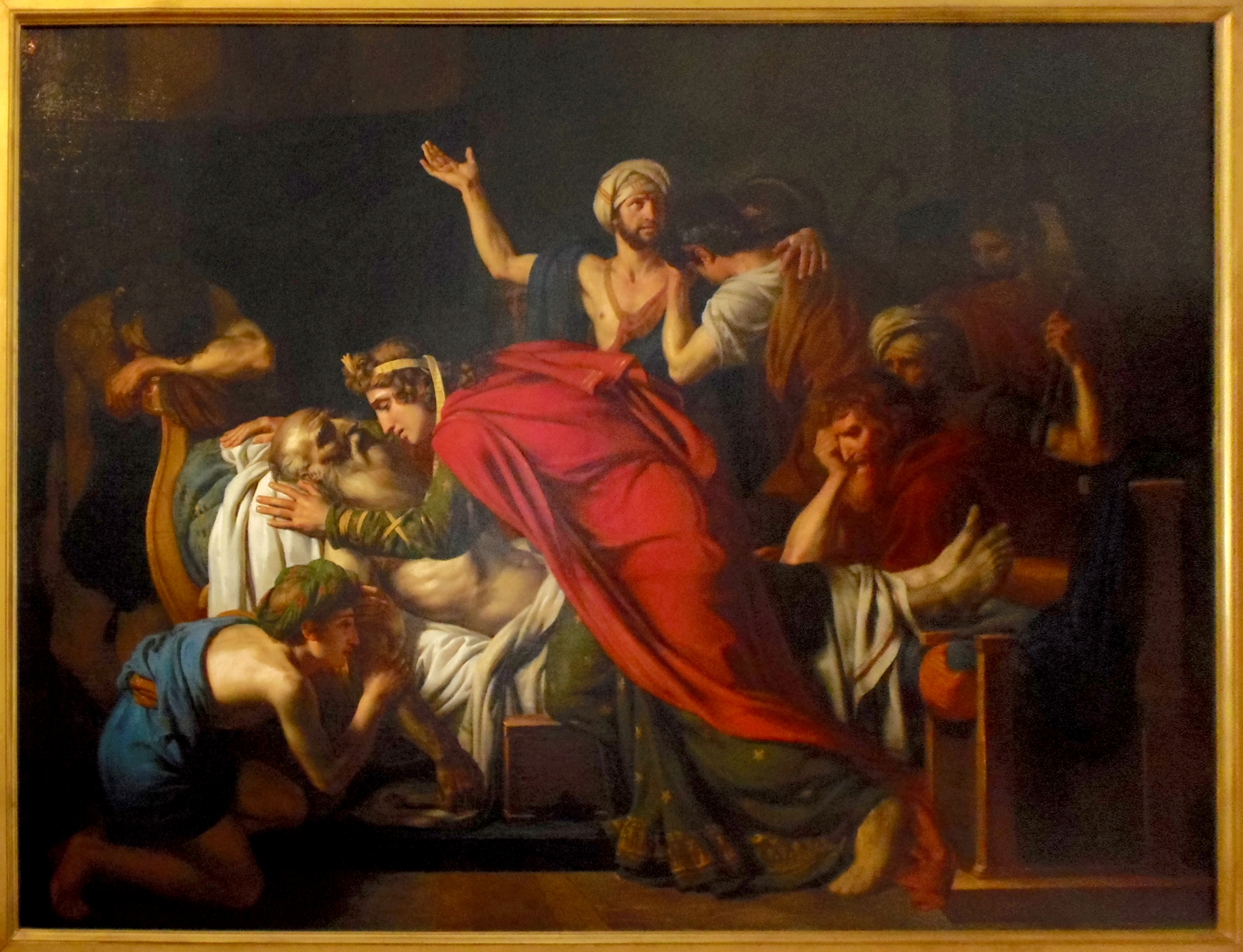
Смерть Якова.
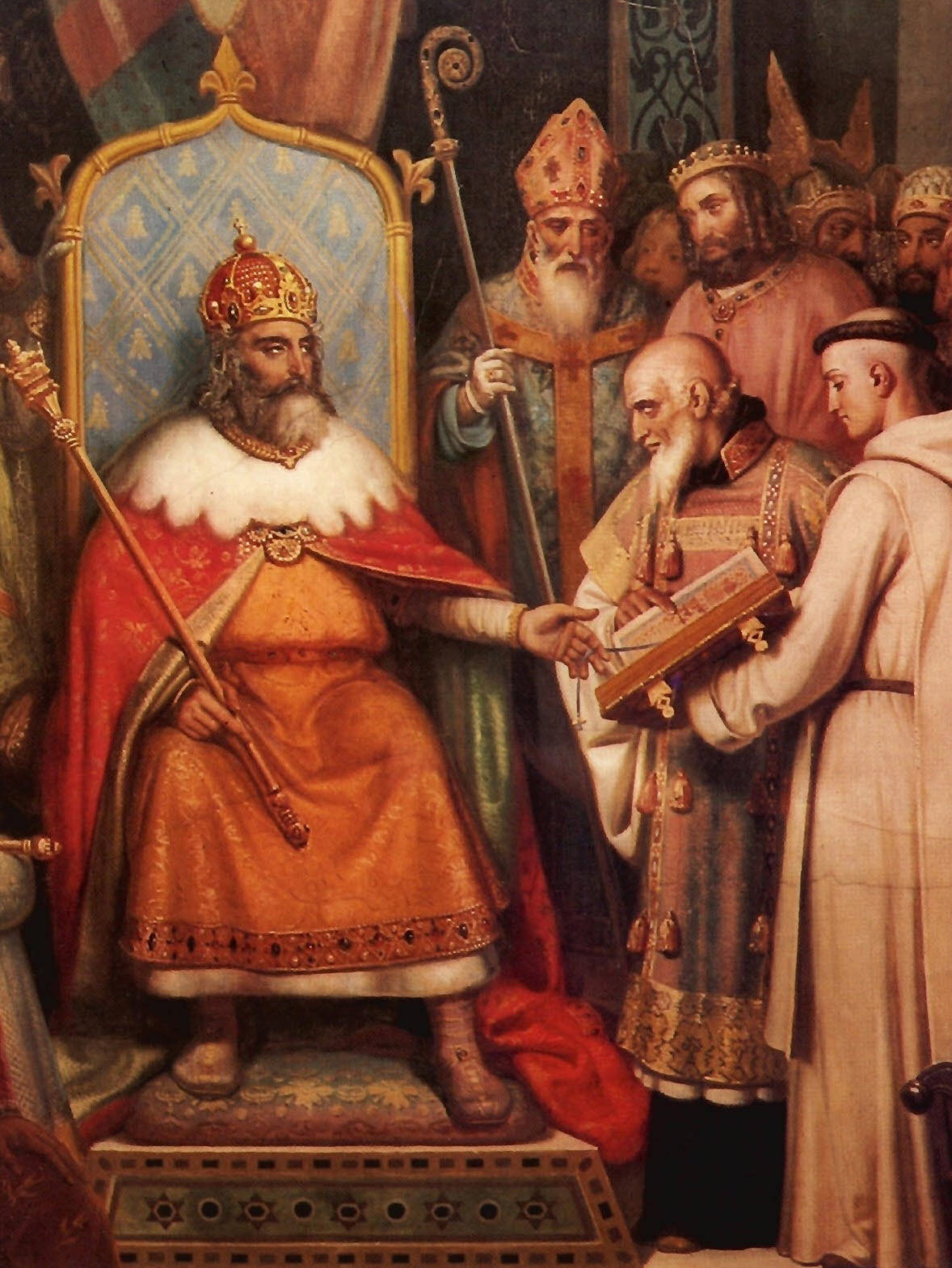
Карл Великий і Алкуїн (1830).
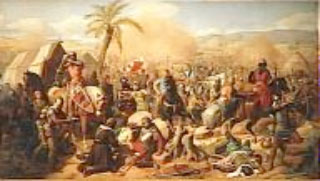
Битва при Аскалоні, Версальський палац.